# Feuerkreuz für Frontkämpfer

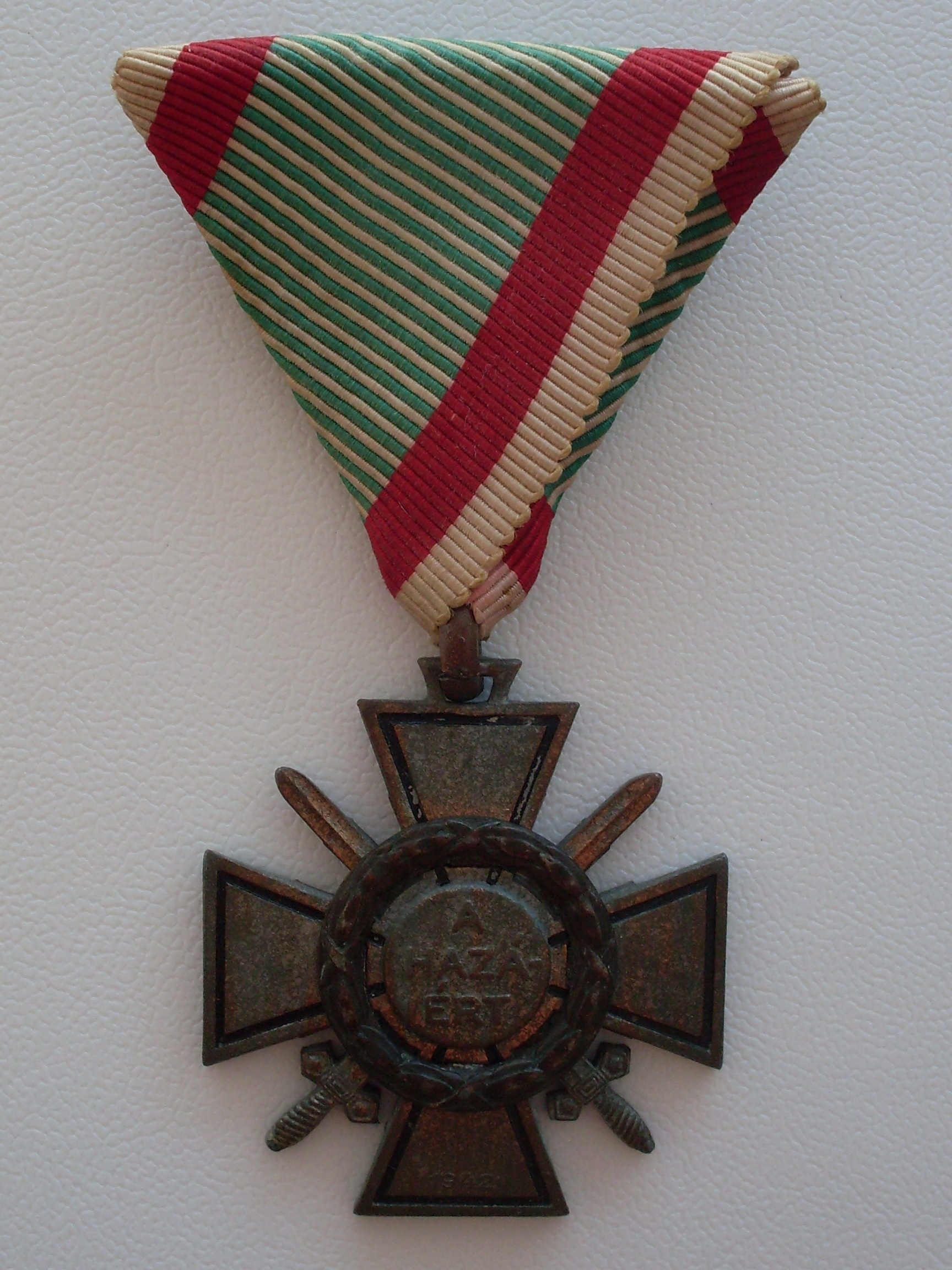
Vorderseite

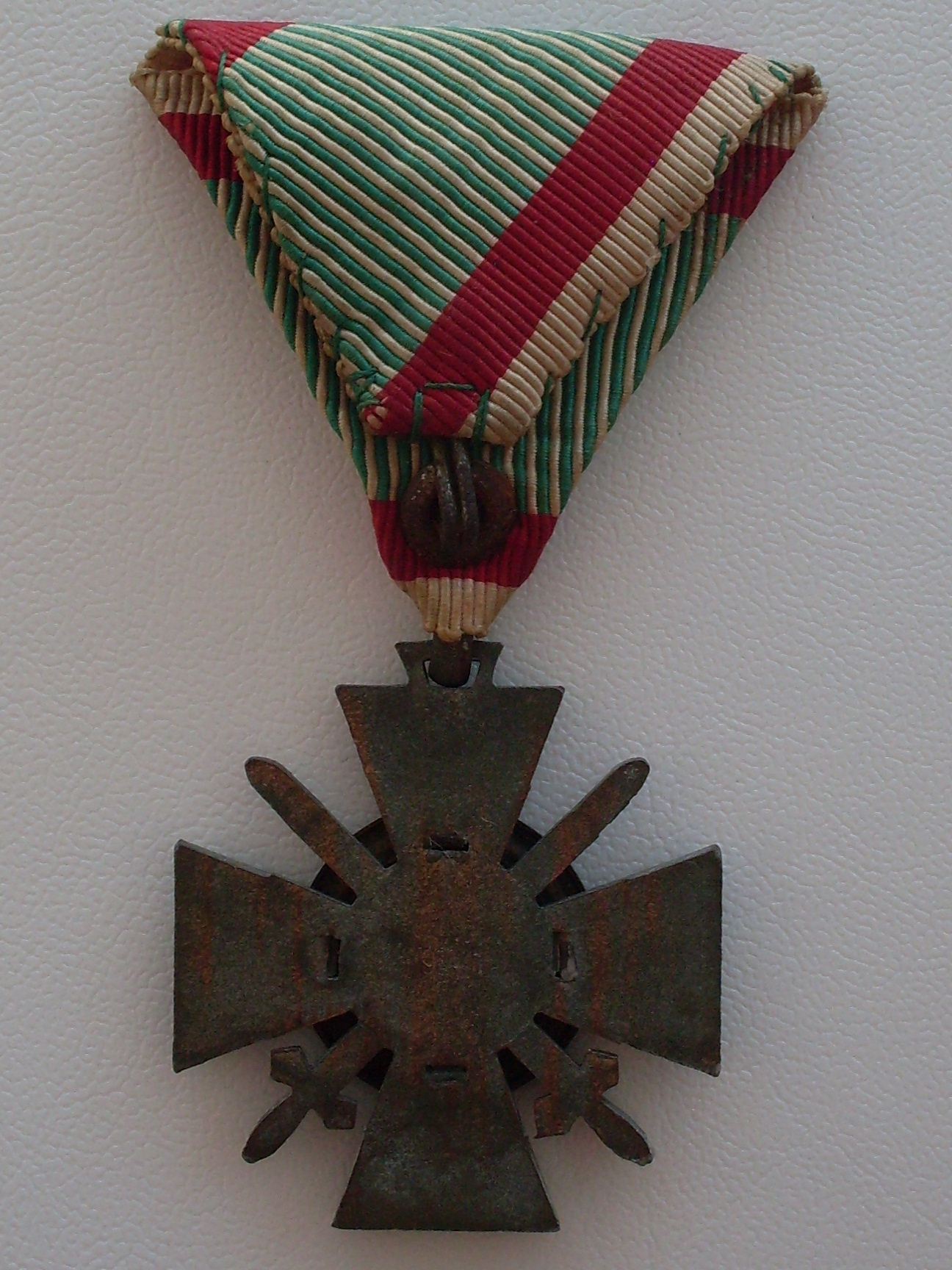
Rückseite

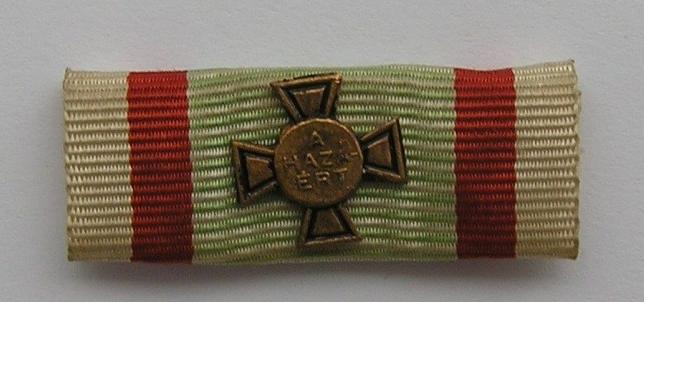
Bandspange

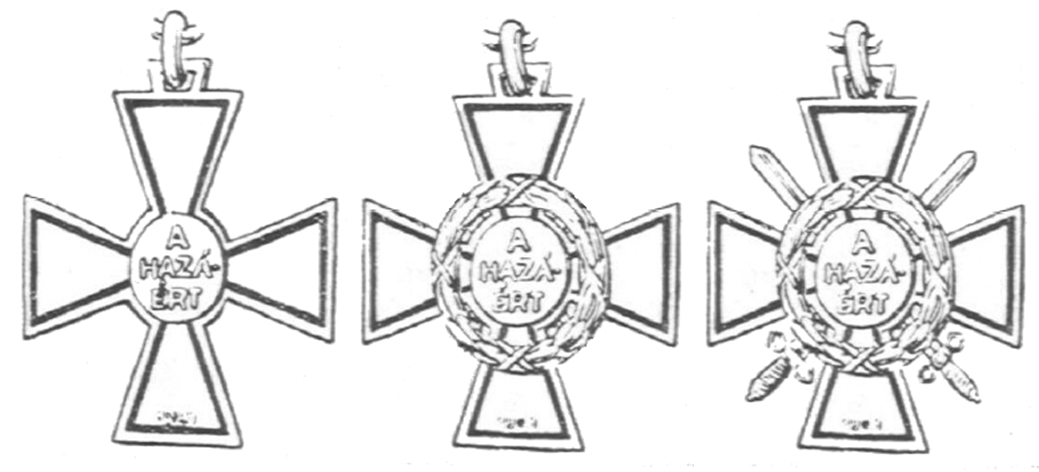
Alle Klassen des Kreuzes

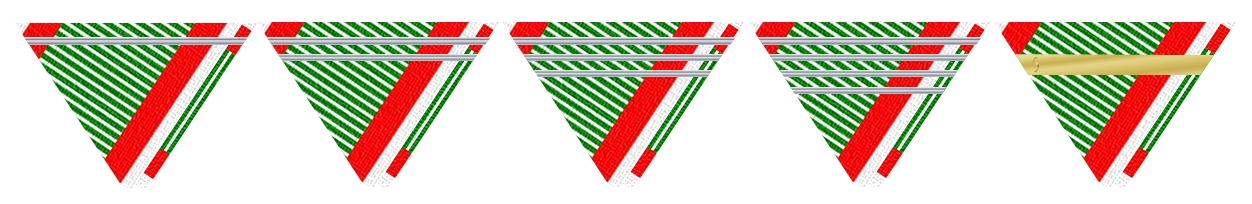
Von links nach rechts die aufgelegten Spangen, welche die Anzahl der Verwundung widerspiegeln

Das Feuerkreuz (hu. Tűzkereszt) war eine während des Zweiten Weltkriegs verliehene ungarische Auszeichnung, die am 24. November 1941 durch den ungarischen Reichsverweser und Staatsoberhaupt Miklós Horthy gestiftet wurde. Als Frontkämpferauszeichnung gedacht, bedeutet der Name im ungarischen auch Feuertaufe.

## Klassen
- I. Klasse mit Schwertern und Lorbeerkranz
- II. Klasse mit Lorbeerkranz
- III. Klasse.

## Verleihungsvoraussetzungen
Das Feuerkreuz wurde als Nachfolger des Karl-Truppenkreuz gestiftet. Ursprünglich als Frontkämpferauszeichnung gedacht, es fungierte jedoch auch als Verwundetenabzeichen, Invalidenabzeichen und Hinterbliebenenkreuz. Es konnte an alle Angehörigen der ungarischen Streitkräfte (Soldaten, Gendarmen, Polizisten, Zollbeamte, Forstbeamte, bzw. Zivilangestellte der Behörden) verliehen werden, die an Kampfhandlungen teilnahmen, bzw. im Zusammenhang mit Kampfhandlungen Verwundungen oder Beschädigungen erlitten, durch diese gefallen sind, oder diesen Verletzungen in der späteren Folge erlagen. Die Verleihung bzw. Anrechnung der Verwundung konnte ab einem bestimmten Stichtag erfolgen. Dabei galt als Beginn der ungarischen Kriegshandlungen der 26. Januar 1941, der Tag der sowjetischen Bombardierung von Kaschau. Das Stiftungsstatut sah jedoch drei Ausnahmen vor: So konnten alle trageberechtigten Teilnehmer der Kriegsoperationen in Oberungarn, Siebenbürgen sowie in Südungarn mit den Kreuz ausgezeichnet werden.
Gemäß den Statuten wird für jede Kampagne ein eigenes Feuerkreuz in Form einer Medaille verliehen, die mit dem Jahr der Kampagne gekennzeichnet ist. Dementsprechend wurde ein spezielles Feuerkreuz an diejenigen verliehen, die an den Feldzügen in Russland 1941, Russland 1942 und Russland 1943 teilgenommen hatten und sie zusammen tragen konnten. Die Zeit nach 1943 galt als eine einzige, ununterbrochene Kampagne, so dass die Preisträger von 1944 und 1945 alle das Feuerkreuz mit der Jahreszahl 1943 erhielten, und diejenigen, die bereits 1943 einmal verliehen worden waren, konnten sich nicht um ein weiteres Feuerkreuz gleichen Grades bewerben.

## Trageberechtigung
Ursprünglich als Nachfolger des Karl Truppenkreuzes gedacht, waren trageberechtigt für die Erste Klasse Angehörige der Königlich-ungarischen Landwehr, der K.u. Gendarmerie, der K.u. Polizei, der K.u. Finanzwache, der K.u. Forstwache, bzw. Zivilpersonen im Dienste dieser Organisationen mit mindestens 12 Wochen Einsatz im Feindesland in der vordersten Linie, sowie Verwundete Soldaten, bzw. Angehörige von gefallenen Soldaten, diese allerdings am schwarzen Dreiecksband. Trageberechtigt für die Zweite Klasse waren alle vorher aufgeführten Personen mit mindestens 6 Monate Dienst im Feindesland, ohne Fronteinsatz. Trageberechtigt für die dritte Klasse waren alle vorher aufgeführten Personen, die während des Krieges Dienst in der Heimat versahen, allerdings waren Verleihungen der dritten Klasse sehr selten (somit ist die dritte Klasse die seltenste Variante).
Bei der Verleihung an einen Angehörigen eines gefallenen Soldaten war nur ein einziger Angehöriger der Familie trageberechtigt. Dies geschah in einer festgelegten Reihenfolge:
- bei verheirateten Gefallenen
  - der älteste geistig gesunde Sohn,
  - die Witwe,
  - die älteste geistig gesunde Tochter,

- bei ledigen Gefallenen
  - der leibliche Vater,
  - die leibliche Mutter,
  - der Bruder,
  - die Schwester
  - die anerkannte Verlobte.

Im Übrigen konnte das Kreuz auch an zurückgekehrte ungarische Kriegsgefangene verliehen werden. Eine Verleihung an Ausländer war nicht vorgesehen.

## Aussehen

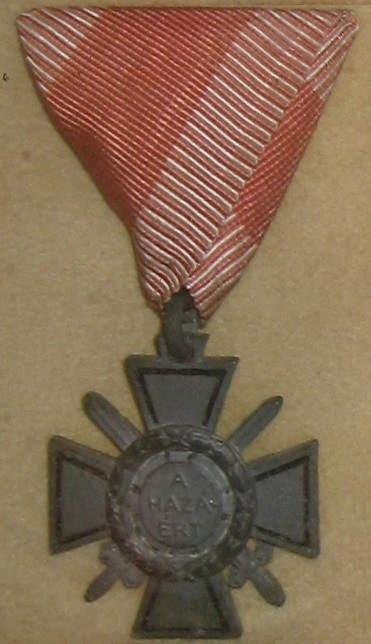
Feuerkreuz mit Lorbeerkranz und Schwertern am roten Band des Karl-Truppenkreuzes aus dem 1. Weltkrieg

Das Feuerkreuz besteht in all seinen Klassen aus kupferrotem Metall und zeigt ein Tatzenkreuz mit einer Gesamthöhe wie Breite von 36 mm. Der Durchmesser des Lorbeerkranzes beträgt 20 mm, die des mitgeprägten Innenmedaillons 12 mm. Auf ihm ist die dreizeilige erhabene Inschrift: A / HAZÁ / ÉRT (FÜR DAS VATERLAND) zu lesen. Die kleine Jahreszahl, die sich auf der Vorderseite im unteren Kreuzarm findet, gibt das Jahr an, in dem das Kreuz verliehen wurde. Bekannt sind bisher die Jahreszahlen bis 1943. Die mittig auf der ansonsten glatten Rückseite des Kreuzes eingestanzte Jahreszahl 1941 ist unveränderlich und steht für das Jahr der Stiftung.
Die Legierung besteht aus bronziertem Zink mit sehr hohem Kupferanteil und ist extrem korrosionsanfällig, aus diesem Grund ist die ursprünglich kupferrote Metalloberfläche bei den meisten erhaltenen Stücken durch eine starke graue Patina überdeckt.

## Trageweise
Das Dreiecksband an dem das Kreuz auf der linken Brustseite getragen wurde, ist es ein weißes Band mit einem breiten Mittelstreifen, der waagrecht grün-weiß gerippt ist und von je einem roten und einem weißen Seitenstreifen eingefasst wird. Bei Verwundungen wurde eine Verwundetenspange auf das Band gelegt. Bis vier Verwundungen gab es je eine silberne Spange, die über das ganze Dreiecksband hinweg angelegt wurde, aber der fünften eine goldene mit der kleinen eingestanzten Zahl am rechten Rand: 5. Kriegsinvalide waren berechtigt das Militärinvaliden-Abzeichen auf dem Dreiecksband zu tragen. Angehörige gefallener Soldaten waren berechtigt das Feuerkreuz auf einem schwarzen Dreiecksband zu tragen. Träger, die aus dem Ersten Weltkrieg bereits ein Karl-Truppenkreuz besaßen, trugen das Feuerkreuz mitunter am roten Band der k.u.k. Vorgängerauszeichnung.